# New York and Harlem Railroad
De New York and Harlem Railroad, op het traject tussen Lower Manhattan en Harlem in New York, was de eerste paardentram die in stedelijk gebied voor betalende passagiers reed.

## Geschiedenis
De rails werden tussen aangelegd vanaf 1832, maar pas eind 1852 werd de lijn verlengd naar Broadway. In 1888 werd een proef gedaan met de elektrische tram, maar pas in 1897 werd definitief overgeschakeld op elektriciteit. In 1934 werd besloten de lijn te vervangen door bussen; en sinds 2008 is dat buslijn M1 van de MTA die een groot deel van de route volgt.